# جوني بليندا (فلم)
جوني بليندا (بالإنجليزية: Johnny Belinda) هو فيلم دراما تم إنتاجه في الولايات المتحدة وصدر في سنة 1948.

## ترشيحات وجوائز
| السنة | الحدث | الفئة                          | النتيجة  |
| ----- | ----- | ------------------------------ | -------- |
|       |       | أوسكار أحسن ممثلة (جين وايمان) | فـــــوز |

## الميزانية والإيرادات
حقق أرباحا تقدر بـ 4.1 مليون دولار (/ Canada rentals) .

## معرض صور

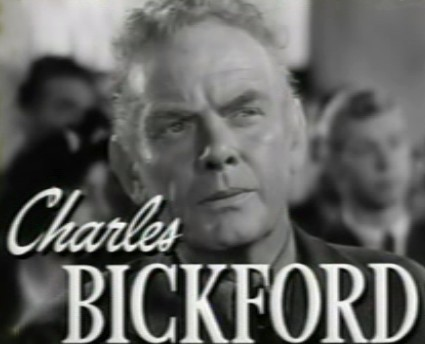
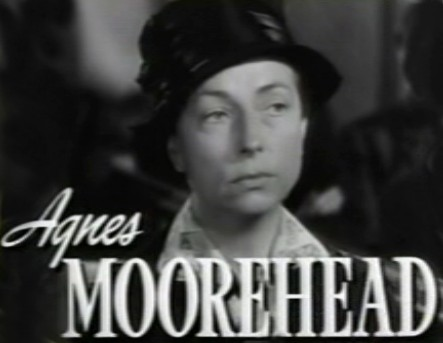
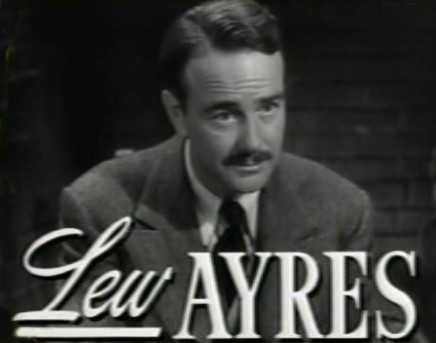
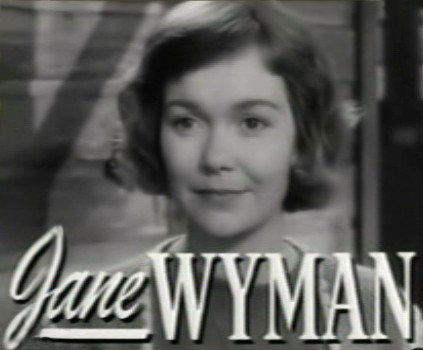

## وصلات خارجية
- مقالات تستعمل روابط فنية بلا صلة مع ويكي بيانات

1. ↑  "معلومات عن جوني بليندا (فيلم) على موقع moviemeter.nl". moviemeter.nl. مؤرشف من الأصل في 2016-08-11.
2. ↑  "معلومات عن جوني بليندا (فيلم) على موقع britannica.com". britannica.com. مؤرشف من الأصل في 2016-08-05.
3. ↑  "معلومات عن جوني بليندا (فيلم) على موقع edb.co.il". edb.co.il. مؤرشف من الأصل في 16 ديسمبر 2019. اطلع عليه بتاريخ أغسطس 2020. {{استشهاد ويب}}: تحقق من التاريخ في: |تاريخ الوصول= (مساعدة)